# LZ-14 (Spanje)
De LZ-14 is een verkeersweg op het Spaanse eiland Lanzarote. De weg loopt vanuit de stad Arrecife bij de aansluiting met de LZ-3 naar de badplaats Costa Teguise. De weg heeft de naam Av. de las Palmeras, verwijzend naar de palmbomen langs de weg.
De weg is grotendeels uitgevoerd als 2x2 rijstroken en gelijkvloerse kruisingen met rotondes.